# Phi Alpha Tau
Phi Alpha Tau (ΦΑΤ) és una organització fraternal dels Estats Units, que està relacionada amb les arts de la comunicació. Phi Alpha Tau, va ser fundada en l'any 1902 per Walter Bradley Tripp, a l'Emerson College de Boston, a Massachusetts.

## Història
L'associació va ser creada a partir d'un club de debat que estava dirigit pels mateixos estudiants de l'Emerson College. El club va voler mantenir la seva condició d'organització dirigida pels mateixos estudiants.
Actualment, els membres d'aquesta societat, estan dedicats a l'àmbit de la comunicació, incloent el cinema, la comèdia, la política, el teatre, el comerç de pel·lícules, la premsa, l'escriptura, la televisió i la ràdio.

## Membres il·lustres
Entre els seus membres honorables podem esmentar a Edward R. Murrow, el director de cinema Elia Kazan, Frank Oz, William F. Buckley Jr., Robert B. Parker i el personatge de la ràdio David Brudnoy. Phi Alpha Tau, està dirigida pel president Michael Burditt Norton. El 28 de gener de 2007, la fraternitat va concedir el premi Brudnoy a Thomas Menino, el batlle municipal de Boston.

## PremiJoseph E. Connor Memorial
La fraternitat també concedeix el premi Joseph E. Connor Memorial per premiar l'excel·lència en les arts de la comunicació, als homes distingits de la nació, que encarnen els ideals de la fraternitat i promouen les arts de la comunicació. El premi commemoratiu Connor, va ser nomenat així en honor d'un estimat germà, membre de la fraternitat, que va morir en l'any 1952.
A més de Murrow, Kazan, Frost, i Parker, altres il·lustres personatges premiats, han estat els actors Yul Brynner, Jack Lemmon, el personatge de la televisió Bob Keeshan, i el tenor irlandès John McCormack, al costat de molts altres.
En el mes de desembre de 2007, Phi Alpha Tau va premiar a Keith Lockhart, el director de la Boston Pops, el director d'orquestra, va rebre el premi, juntament amb els compositors Arthur Fiedler i John Williams. El 26 de maig de 2010, el guanyador del premi va ser el fotoperiodista David Burnett.